# Визерни
Визерни́ (фр. Viserny) — коммуна во Франции, находится в регионе Бургундия. Департамент коммуны — Кот-д’Ор. Входит в состав кантона Монбар. Округ коммуны — Монбар.
Код INSEE коммуны — 21709.

## Население
Население коммуны на 2010 год составляло 191 человек.
| 1962 | 1968 | 1975 | 1982 | 1990 | 1999 | 2010 |
| ---- | ---- | ---- | ---- | ---- | ---- | ---- |
| 189  | 176  | 175  | 170  | 191  | 166  | 191  |

## Экономика
В 2010 году среди 114 человек трудоспособного возраста (15—64 лет) 93 были экономически активными, 21 — неактивными (показатель активности — 81,6 %, в 1999 году было 70,5 %). Из 93 активных жителей работали 92 человека (51 мужчина и 41 женщина), безработной была 1 женщина. Среди 21 неактивных 5 человек были учениками или студентами, 11 — пенсионерами, 5 были неактивными по другим причинам.